# U.S. Route 78
U.S. Route 78 (ou U.S. Highway 78) é uma autoestrada dos Estados Unidos.
Faz a ligação do Oeste para o Este. A U.S. Route 78 foi construída em 1926 e tem 715 milhas (1 151 km).

## Principais ligações
US 45 em Tupelo

 Autoestrada 20/Autoestrada 65 em Birmingham

 Autoestrada 75/Autoestrada 85 em Atlanta

 US 17 em Charleston